# Политичко и административно уређење Новог Сада
Нови Сад има статус града. Град Нови Сад је територијална јединица у којој грађани остварују локалну самоуправу у складу са Уставом, законом и Статутом Града Новог Сада. Град Нови Сад има својство правног лица (види још: Грб Новог Сада). Седиште Града је у Новом Саду. Град Нови Сад обавља и поједине послове које му повери Република Србија из оквира својих права и дужности.

## Територијална организација
Нови Сад има статус града и седиште Града је у Новом Саду. Територија Града утврђена је законом. Састоји се од две градске општине: Градске општине Нови Сад и Градске општине Петроварадин. Град Нови Сад административно је подељен и на 46 месних заједница.

### Градске општине
Градске општине формиране су у складу са Статутом Града Новог Сада. Формиране су за обављање одређених послова Града. Органи власти у градским општинама су Савети градских општина: Савет Градске општине Нови Сад и Савет Градске општине Петроварадин. Савети градских општина дају мишљења на предлоге одлука Скупштине Града Новог Сада, дају иницијативе и предлоге и обављају друге поверене послове. Савет градских општина чине одборници изабрани у Скупштини Града Новог Сада са подручја градске општине.
Подручја градских општина чине насељена места, односно подручја катастарских општина која улазе у њихов састав:

#### Градска општина Нови Сад
Градска општина Нови Сад обухвата бачки део града Новог Сада и седиште јој је у Новом Саду:
| - Нови Сад I - Нови Сад II - Нови Сад III - Нови Сад IV - Футог - Ветерник - Бегеч - Кисач - Руменка - Степановићево - Каћ - Ченеј - Будисава - Ковиљ |

#### Градска општина Петроварадин
Градска општина Петроварадин обухвата сремски део града Новог Сада и седиште јој је у Петроварадину:
| - Петроварадин - Сремска Каменица - Буковац - Лединци - Стари Лединци |

#### Бивше градске општине
Између 1980. и 1989. године, Град Нови Сад је био административно подељен на седам градских општина: Славија, Подунавље, Лиман, Стари Град, Детелинара, Петроварадин и Сремски Карловци.

### Месне заједнице
Град Нови Сад је поред две градске општине подељен и на 46 месних зеједница.
Месна заједница се образује за свако насељено место, а у Граду Новом Саду за подручје на којем се грађани путем народне иницијативе за расписивање референдума, односно референдумом изјасне за образовање месних заједница. 
Свака месна заједница има свој Савет месне заједнице коју чине чланови изабрани на изборима за чланове месних заједница од стране грађана који живе на територији месне заједнице.
Месне заједнице у Граду Новом Саду:
- у Градској општини Нови Сад
- у Градској општини Петроварадин

|    | Име месне заједнице       | Акутелни председник месне заједнице | Део Града и/или насељеног места           |
| -- | ------------------------- | ----------------------------------- | ----------------------------------------- |
| 1  | Житни Трг                 | мр Богдан Јањушевић                 | Роткварија                                |
| 2  | Стари Град                | Вељко Крстоношић                    | Стари Град                                |
| 3  | Прва Војвођанска Бригада  | Зденка Валент-Белић                 | Стари Град                                |
| 4  | Соња Маринковић           | Весна Форкапић                      | Стари Град                                |
| 5  | Лиман                     | Марко Војновић                      | Лиман                                     |
| 6  | Бошко Буха                | Стеван Латиновић                    | Лиман II                                  |
| 7  | Лиман III                 | Весна Филиповић                     | Лиман III                                 |
| 8  | Острво                    | Биљана Миленковић                   | Лиман IV                                  |
| 9  | Иво Андрић                | Мирјана Кастратовић                 | Лиман IV                                  |
| 10 | Вера Павловић             | Миливој Николић                     | Грбавица                                  |
| 11 | 7. јули                   | Никола Бабић                        | Адамовићево Насеље, Грбавица              |
| 12 | Јужни Телеп               | Мирјана Нединић                     | Телеп                                     |
| 13 | Братство-Телеп            | Милутин Радовић                     | Телеп                                     |
| 14 | Никола Тесла-Телеп        | Карољ Пете                          | Телеп                                     |
| 15 | Гаврило Принцип           | Радован Радојчић                    | Ново Насеље, Сателит                      |
| 16 | Бистрица                  | Татјана Ђурић                       | Ново Насеље                               |
| 17 | Адице                     | Срђан Егић                          | Адице                                     |
| 18 | Југовићево                | Љиљана Коковић                      | Југовићево, Авијатичарско Насеље, Сајлово |
| 19 | Раднички                  | Миломир Цвијовић                    | Детелинара                                |
| 20 | Детелинара                | Велизар Лековић                     | Детелинара                                |
| 21 | Народни Хероји            | Милан Јарић                         | Сајмиште                                  |
| 22 | Омладински покрет         | Марко Мирковић                      | Банатић                                   |
| 23 | Сава Ковачевић            | Југослав Секулић                    | Роткварија                                |
| 24 | Дунав                     | Драгољуб Костовски                  | Подбара                                   |
| 25 | Подбара                   | Сава Војновић                       | Подбара                                   |
| 26 | Слана Бара                | Жељко Вујчић                        | Слана Бара                                |
| 27 | Клиса                     | Зоран Николетић                     | Клиса                                     |
| 28 | Видовданско Насеље        | Слободан Мацура                     | Видовданско Насеље                        |
| 29 | Салајка                   | Милош Асурџић                       | Салајка                                   |
| 30 | Шангај                    | Бела Курина                         | Шангај                                    |
| 31 | Петроварадин              | Петар Мудри                         | Петроварадин                              |
| 32 | Сремска Каменица          | Дамир Зобеница                      | Сремска Каменица                          |
| 33 | Буковац                   | Славица Узелац                      | Буковац                                   |
| 34 | Лединци                   | Јован Мијановић                     | Лединци                                   |
| 35 | Стари Лединци             | Вук Шошић                           | Стари Лединци                             |
| 36 | Каћ                       | Урош Лончар                         | Каћ                                       |
| 37 | Будисава                  | Киш Ђула                            | Будисава                                  |
| 38 | Ковиљ                     | Чедомир Џајић                       | Ковиљ                                     |
| 39 | Руменка                   | Бранислав Поповић                   | Руменка                                   |
| 40 | Кисач                     | Михал Марчок                        | Кисач                                     |
| 41 | Степановићево             | Радован Чича                        | Степановићево                             |
| 42 | Ветерник                  | Никола Врбашки                      | Ветерник                                  |
| 43 | Футог                     | Стеван Крајишник                    | Футог                                     |
| 44 | Бегеч                     | Живан Васић                         | Бегеч                                     |
| 45 | Ченеј                     | Обрад Остојић                       | Ченеј                                     |
| 46 | Пејићеви Салаши-Немановци | Љубомир Крстић                      | Пејићеви Салаши-Немановци                 |

## Градска власт — органи власти
Органи власти у Граду Новом Саду су Скупштина Града Новог Сада, Градоначелник, Градско веће, Градска управа и независна регулаторна тела:

### Скупштина Града Новог Сада
Скупштина Града Новог Сада је представничко тело (орган) грађана, које сачињавају одборници изабрани на непосредним локалним изборима, тајним гласањем, на четири године и који врши основне функције локалне власти утврђене законом. Скупштина Града Новог Сада има 78 одборника
| Одборничка група                | Одборници |
| ------------------------------- | --------- |
| Избор за бољи Нови Сад (ДС)     | 18        |
| Покренимо Нови Сад (СНС)        | 15        |
| Лига социјалдемократа Војводине | 12        |
| Сви за Нови Сад (РДС-СПО)       | 9         |
| СПС-ПУПС-ЈС-СДПС                | 7         |
| Трећа Србија                    | 6         |
| Демократска странка Србије      | 5         |
| Српска радикална странка        | 5         |

- Председник Скупштине Града Новог Сада од 2012. године је Синиша Севић.[5]
- Актуелни скупштински сазив (од 2012. године) има 8 одборничких група.[6]

#### Радна тела Скупштине
Скупштина Града образује стална радна тела (савете и комисије), ради разматрања и решавања питања из своје надлежности. Скупштина Града Новог Сада се састоји од 21. радног тела: 10 савета и 11 комисија:
| Савети: - Савет за буџет и финансије - Савет за комуналне делатности - Савет за урбанизам, пословни простор и стамбена питања - Савет за заштиту животне средине - Савет за здравствену заштиту, социјалну заштиту и друштвену бригу о деци и омладини | - Савет за културу - Савет за образовање и спорт - Савет за статутарна питања и локалну самоуправу - Савет за јавни ред и мир и безбедност - Савет за међунационалне односе Града Новог Сада |

| Комисије: - Комисија за прописе - Комисија за обележавање празника, доделу признања и међуградску сарадњу у земљи и иностранству - Комисија за називе делова насељених места и јавних служби - Комисија за јавно обавештавање - Комисија за кадровска, административна и мандатно-имунитетна питања - Комисија за представке и предлоге | - Комисија за стамбене послове - Комисија за остваривање равноправности полова и унапређење положаја жена - Комисија за спровођење комасације на територији катастарских општина у Граду Новом Саду - Комисија за доделу средстава стамбено-кредитног пронаталитетног фонда Града Новог Сада - Комисија за планове. |

### Градоначелник
Градоначелник Новог Сада заступа град и врши извршну функцију у Граду Новом Саду. Градоначелник се бира истовремено кад и одборници за Скупштину Града непосредним тајним гласањем, на временски период од четири године, у складу са законом. Градоначелник не може бити одборник Скупштине Града (види још: Градоначелници Новог Сада од 1748).
Градоначелник Новог Сада од 2022. године је Милан Ђурић, а заменик градоначелника је Ђурађ Јакшић.

### Градско веће
Градско веће је орган Града Новог Сада који усклађује остваривање функција Градоначелника и Скупштине Града и врши контролно-надзорну функцију над радом Градске управе. Градско веће чине 13 чланова: градоначелник, заменик градоначелника и 11 чланова. Чланове Градског већа бира Скупштина Града, на предлог Градоначелника, на четири године.

#### Састав Градског већа
Актуелни чланови Градског већа (од 2012. године) су:
| Име             | Задужење                                    |
| --------------- | ------------------------------------------- |
| Дејан Мандић    | Буџет и финансије                           |
| Радомир Дабетић | Образовање                                  |
| Предраг Свилар  | Спорт и омладина                            |
| Миланка Бркић   | Култура                                     |
| Горан Сечујски  | Привреда                                    |
| Немања Вукчевић | Саобраћај и путеви                          |
| Милан Ђурић     | Управа и прописи                            |
| Петар Новаковић | Здравство                                   |
| Немања Старовић | Урбанизам и заштита средине                 |
| Никола Ћировић  | Комуналне делатности                        |
| Бела Курина     | Социјална заштита и брига о породици и деци |

### Градска управа
Градска управа обавља управне послове у оквиру права и дужности Града Новог Сада и одређене стручне послове за потребе Скупштине Града, Градоначелника и Градског већа. Начелник Градске управе, кога поставља Скупштина Града на предлог Градоначелника, може да руководи радом Градске управе. Начелник Градске управе може имати заменика који се поставља и разрешава на исти начин као начелник.
- Град Нови Сад тренутно нема именованог начелника Градске управе.

#### Састав Градске управе
Градска управа се састоји од 20 организационих јединица; 15 градских управа, 4 службе и 1 посебна организација: 
| - Градска управа за финансије - Градска пореска управа - Градска управа за урбанизам и стамбене послове - Градска управа за комуналне послове - Комунална полиција - Градска управа за прописе - Градска управа за саобраћај и путеве - Градска управа за заштиту животне средине | - Градска управа за привреду и туризам - Градска управа за културу - Градска управа за образовање - Градска управа за спорт и омладину - Градска управа за здравство - Градска управа за социјалну и дечју заштиту | - Градска управа за инспекцијске послове - Градска управа за опште послове - Градско јавно правобранилаштво - Служба за заједничке послове - Биро за пружање правне помоћи - Дирекција за робне резерве - Заштитник грађана |

### Градске агенције
Скупштина Града Новог Сада је оснивач независних регулаторних тела, посебних организација ради обављања развојних, стручних и регулаторних послова у оним областима у којима Градска управа својим капацитетима не може да одговори потребама корисника и тржишта на модеран, брз, ефикасан и јефтин начин.
У Новом Саду постоје три градске агенције:
- Агенција за енергетику Града Новог Сада
- Стамбена агенција Града Новог Сада
- Агенција за управљање капиталним инвестицијама

## Градска јавна и јавно комунална предузећа
Скупштина Града Новог Сада је оснивач 16 тренутно постојећих градских јавних и јавно комуналних предузећа: 
| - ЈП Завод за изградњу града - ЈП Пословни простор - ЈП Завод за урбанизам - ЈКП Водовод и канализација - ЈКП Топлана - Јавно градско саобраћајно предузеће Нови Сад - ЈКП Пут - ЈКП Паркинг сервис | - ЈКП Чистоћа - ЈКП Градско зеленило - ЈКП Лисје - ЈКП Тржница - ЈКП Информатика - ЈП спортски и пословни центар Војводина — СПЕНС - ЈП градски информативни центар Аполо - ЈКП Стан |

### Градска јавна предузећа која су раније постојала
- ЈП Петроварадинска тврђава
- ЈП Нови Сад - Гас (данас ДП Нови Сад - Гас ) od 19. априла 1976. до 1997. године
- ЈП Грађевинско земљиште (стари назив за данашњи ЈП Завод за изградњу града)

## Установе чији је оснивач Град Нови Сад
Скупштина Града Новог Сада је оснивач 21 тренутно постојеће установе:
| - Музеј Града Новог Сада - Градска библиотека Нови Сад - Историјски архив у Новом Саду - Завод за заштиту споменика културе Нови Сад - Новосадско позориште Ujvideki Sinhaz | - Позориште младих у Новом Саду - Стеријино позорје - Установа за израду таписерија Атеље 61 - Културни центар Новог Сада - Новосадски отворени универзитет Архивирано на веб-сајту (11. март 2020) * | - КИЦ Младост из Футога - КИЦ Кисач - Центар за социјалн рад Града Новог Сада - ПУ Радосно детињство - Дом здравља Нови Сад | - Завод за реуматизам Нови Сад - Завод за здравствену заштиту студената Нови Сад - Завод за здравствену заштиту радника Нови Сад - Апотека Нови Сад Архивирано на веб-сајту (10. мај 2009) ** - Завод за хитну медицинску помоћ - Туристичка организација Новог Сада |

*Напомена: Скупштина Града Новог Сада одрекла се, на седници скупштине 3. априла 2007. године, оснивачких права над Новосадским отвореним универзитетом и пренела их на Новосадски отворени универзитет 
.
**Напомена: Одлуком Скупштине Града Новог Сада, на седници одржаној 11. јуна 2007. године, Апотекарска установа Нови Сад мења назив у Апотека Нови Сад.

### Установе чији је оснивач некада био Град Нови Сад
- Геронтолошки центар Нови Сад  до 1. јануара 1992. године
- Новосадски отворени универзитет  Архивирано на веб-сајту  (11. март 2020) до 3. априла 2007. године
- Ватрогасна бригада Нови Сад до 1990, сада је у саставу МУП-а Србије, при чему град сваке године издвоја новац као донацију за куповину опреме Ватрогасне бригаде.

## Организације и фондови чији је оснивач Град Нови Сад
Скупштина Града Новог Сада је оснивач следећег фонда:

### Организације и фондови Града Новог Сада који су престали да постоје
- Стамбено - кредитни пронаталитетни фонд Града Новог Сада (угашен 2011, надлежности преузела Стамбена агенција Града Новог Сада)[14])
- Фонд за противпожарну заштиту Града Новог Сада (od 1995. - 31. децембра 2010.[15])
- Фонд за солирадну стамбену изградњу* (29. марта 1990. - 29. децембра 2010. *пословање настављено под новим именом „Стамбена агенција Града Новог Сада"[16])